# 뉴스2.0
《뉴스2.0》은 평일 저녁 6시에 방송되는 매일경제TV MBN의 저녁 뉴스 프로그램이다.

## 진행자
- 강지연 아나운서

## 경쟁 뉴스 프로그램
- KBS 뉴스네트워크 (KBS 1TV)
- KBS 뉴스 7 (KBS 1TV)
- YTN 이브닝뉴스 (YTN)